# Massakern i Indonesien 1965–1966
Massakern i Indonesien 1965–1966 var en utrensning av misstänkta kommunister i Indonesien som pågick från oktober 1965 till mars 1966. Minst en halv miljon människor uppskattas ha dödats av antikommunistiska delar av armén under ledning av general Suharto i samarbete med civila. Utrensningen banade väg för att den vänsternationalistiske president Sukarno avsattes av Suharto år 1967 och inrättandet av ett nytt politiskt system kallat Nya ordningen.

## Bakgrund
Efter Indonesiens självständighet från Nederländerna i december 1949 genomgick landet först en period av politisk instabilitet, kallad den liberala demokratin (indonesiska: Demokrasi Liberal) 1950-1957, och därefter en period av auktoritärt styre kallad styrd demokrati (indonesiska: Demokrasi Terpimpin) där president Sukarno och det vänsterinriktade Nationalistpartiet samarbetade med Indonesiens kommunistiska parti (PKI). I början av 1960-talet förespråkade Sukarno en allt tydligare antikapitalistisk och antiimperialistisk linje vilket gjorde att de hamnade i konflikt med armén, som var prokapitalistisk och USA-vänlig. Sukarnos styre byggde på en plattform kallad Nasakom där han försökte skapa samarbete mellan landets tre mäktigaste politiska läger: Militären, de muslimska samfunden och kommunistpartiet. Men spänningar mellan PKI och de andra två ökade med åren, t.ex. när PKI-lojala bondeorganisationer genomförde markockupationer på landsbygden och armén ökade sitt inflytande över statskontrollerade storföretag. Dessutom förargades de övre samhällsskikten när kommunisterna krävde en jordreform som hotade de traditionella samhällsstrukturerna, markägarna och det muslimska prästerskapets ställning.

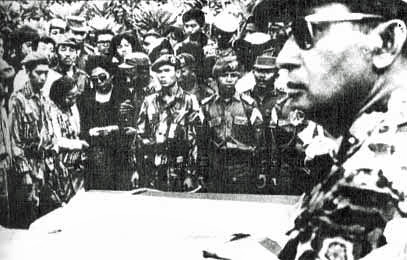
General Suharto på en begravning för de generaler som dödades i kuppförsöket 1 oktober 1965.

### Kuppförsöket 1965
Spänningarna ledde fram till ett kuppförsök den 30 september 1965 av en grupp officerare kallad 30 septemberrörelsen som hävdade att de försökte skydda regeringen från en CIA-kupp. Sex högt uppsatta generaler som anklagades för samröre med CIA dödades under kuppförsöket. Presidenten hade vägrat ta ställning för eller mot kuppmakarna och oroligheterna eskalerade på Jakartas gator. Då många i arméledningen antingen hade dödats eller försvunnit tog generalen Suharto kontroll över armén och beordrade in trupper som den 2 oktober hade krossat kuppförsöket och tagit kontroll över huvudstaden. Armén anklagade PKI för att ha legat bakom kuppförsöket och startade en nationell kampanj riktad mot dem. Trots att PKI förnekade all inblandning och troligtvis heller inte låg bakom kuppförsöket lyckades kampanjen i stort, kommunisterna anklagades för att försöka störta president Sukarno och undergräva den indonesiska revolutionen.
Armén under general Suharto tog nu kontrollen och påbörjade med stöd av mäktiga religiösa organisationer såsom Muhammadiyah och Nahdlatul Ulama en systematisk utrensning av PKI-medlemmar och påstådda partisympatisörer i statsbyråkratin, försvarsmakten, parlamentet och regeringen. Även det styrande Nationalistpartiet drabbades hårt av utrensningarna och den nu maktlöse Sukarnos presidentskap började snabbt att svikta.

## Massakern

### Politiska utrensningar
Utrensningarna inleddes med en snabb och omfattande arresteringsvåg av civila och militära ledare som var medlemmar i eller öppet stödde PKI. Armén anordnade demonstrationer i större städer och den 8 oktober brändes PKI:s partihögkvarter i Jakarta ned. Ungdomsorganisationer och studentorganisationer uppmuntrades av armén att gå till angrepp mot de som misstänktes sympatisera med eller vara medlemmar i PKI. Armén hade publicerat foton som visade halvruttnade kroppar på de generaler som hade dödats vid kuppförsöket som PKI påstods ha stått bakom. Man skrev att männen hade kastrerats och att deras ögon grävts ut av kommunistiska kvinnor vilket en officiell obduktion emellertid visade var felaktigt. Man påstod också att dessa kvinnor hade dansat erotiska danser runt liken vilket ytterligare underblåste de redan våldsamt fientliga känslorna mot PKI. Runt 10 000 aktivister och PKI-medlemmar arresterades i huvudstaden och övriga västra Java.
De första dödsfallen rapporterades i början av oktober när delar av militären som sympatiserade med kommunisterna gjorde motstånd mot den plötsliga utrensningen, särskilt centrala Java drabbades hårt då regionen bedömdes vara mycket lojal med kommunisterna. Risken för inbördeskrig mellan kommunistvänliga grupper uppbackade av Folkrepubliken Kina och armén uppbackad av USA minskade dock snabbt när Suhartos trupper krossade allt motstånd. I början av november 1965 avrättades merparten av PKI:s högsta ledarskap.

### Våldsamheterna sprids och eskalerar
De storskaliga massakrerna började i huvudstaden men spred sig därifrån till centrala och östra Java och sedan till andra öar såsom Sumatra där uppemot 200 000 tros ha dödats. Våldskampanjen drabbade inte bara medlemmar i PKI, folk stämplades ofta som kommunister om de hade åsikter som ansågs ligga till vänster om Nationalistpartiet. I andra fall var det rena spekulationer huruvida någon var kommunist eller inte, i ytterligare andra fall beskylldes invånare för partimedlemskap som del av personliga vendettor men i de flesta fall antingen tvingade militär och folkmassor till sig listor på partimedlemmar eller så erhöll man informationen av samarbetsvilliga bybor.
De genomfördes främst av militär på västra Java men sköttes av uppviglade bybor med stöd och på uppmaning av myndigheterna på de flesta andra håll i landet. Framförallt i de ostliga delarna av Java uppmanades lokalbefolkningen att mörda kommunister med anledning av den religionsfientlighet som de hade, muslimska grupper ansåg sig ha en skyldighet att "rena" Indonesien från ateism. Representanter för Nahdlatul Ulama proklamerade i november 1965 att utplånandet av PKI var ett heligt krig. I Yogyakarta på centrala Java deltog även katolska studenter i avrättningen av tillfångatagna misstänkta.
På Bali deltog öns hinduiska majoritetsbefolkning också i utrensningarna då kommunisterna länge hade strävat efter att avskaffa det traditionella kastsystemet. Våldsamheterna på Bali var tidvis så häftiga att åtskilliga byars invånarantal halverades mot slutet av år 1965. Präster krävde offer för kommunisternas påstådda helgerån, kommunisterna gjorde väpnat motstånd och ett lokalt inbördeskrig var nära att bryta ut tills general Suharto skickade dit dödspatruller som fick fritt spelrum. Runt 80 000, 5% av öns befolkning, beräknas ha dödats i pogromerna.
I Västra Kalimantan på Borneo resulterade häxjakten på misstänkta kommunister i en etnisk rensning på kinesiska köpmän som anklagades för att vara agenter för Kina. Med arméns fulla stöd uppmuntrades dajakerna, den inhemska lokalbefolkningen, att fördriva etniska kineser varav omkring 45 000 flydde och över 5000 dödades.

## Resultat

### Offren
Uppgifter om antalet offer för massakern varierar stort på grund av brist på dokumentation och tillräckliga bevis, endast ett fåtal västerländska journalister befann sig i landet vid tidpunkten för utrensningarna och arméns perspektiv dominerade i utländsk media. Mot bakgrund av kalla kriget fanns litet intresse i USA och Västeuropa att kräva en internationell utredning då den nya diktaturen var en lojal allierad.
Chefen för Indonesiens säkerhetsstyrkor uppgav år 2003 en halv miljon döda, en siffra Amnesty International då ansåg var alldeles för låg. En journalist på Göteborgs-Posten som har intervjuat representanter för indonesiska människorättsorganisationer som bedriver forskning om utrensningarna och som gräver upp massgravar från perioden har kommit fram till uppskattningen mellan två och tre miljoner döda. Armén meddelade inledningsvis att bara drygt 78 000 hade dödats men ändrade detta efter att våldet hade upphört till cirka en miljon. De flesta akademiska källor anger åtminstone 500 000 som totalt antal döda. Enligt ett hemligstämplat CIA-protokoll, citerat av Tariq Ali, var massakern mätt i antal döda ett av 1900-talets värsta massmord tillsammans med stora utrensningen i Sovjetunionen på 1930-talet, de nazistiska folkmorden under andra världskriget och utrensningarna i Kina i början av 1950-talet.

#### Några beskrivningar
Beväpnade med bredbladade knivar som kallas parang, tog sig muslimska band under natten in i kommunisters hem och mördade hela familjer. Resenärer berättade att småfloder och strömmar bokstavligen var igentäppta med kroppar så att flodtransporterna allvarligt hindrades vid vissa ställen.
| ”                            | Nästan 100 kommunister, eller misstänkta kommunister, samlades ihop och släpptes sedan i stadens botaniska trädgård för att mejas ned av maskingevär. (...) Huvudet som hade tillhört en rektor som var medlem i PKI sattes på en påle och visades vid hans skola för hans tidigare elever som speciellt hade kallats dit. | „ |
| – New York Times, 8 maj 1966 | |   |

### Fängslanden
När massakern inträffade 1965-1966 hade Amnesty International ännu inga resurser att bevaka skeendet med egna utredare. En första utredning på plats gjordes i januari 1975, och då gällde det främst de politiska fångar som fanns i landet. Man konstaterade att det fanns minst 55 000 personer fängslade utan rättegång eller dom. Det stora flertalet av dem som greps 1965 satt då fortfarande fängslade, i den mån de hade överlevt.

## Internationell inblandning och reaktioner

### USA:s roll
USA:s roll i massakern var länge oklar och officiellt fanns ingen direkt inblandning. På grund av kalla kriget och dominoteorin ansåg sig USA ha rätt att intervenera i sydostasiatiska länders politik för att hindra att de skulle tas över av kommunister och därför tog man inte öppet ställning mot Suhartos maktövertagande och utrensningarna. CIA hade varit inblandad i Indonesiens politik sedan åtminstone mitten av 1950-talet och infiltrerat såväl PKI som militären. USA önskade bli av med Sukarno som var en ledare i tredje världens antiimperialistiska alliansfria rörelse och beskyddare av PKI. Enligt en promemoria från CIA i juni 1962 hade författaren fått intrycket av samtal med västerländska diplomater angående ett möte mellan president John F Kennedy och den brittiske premiärministern Harold Macmillan att de två ledarna var eniga om att försöka likvidera Sukarno. General Suhartos styrkor fick hemlig hjälp från USA via andra länder.
År 1990 hävdades att USA sammanställt listor med namn på misstänkta kommunister som man överlämnade till Indonesiens armé under utrensningarna 1965-66, detta har dock officiellt förnekats av Washington. 1989 skrev den amerikanska historikern H W Brands att USA:s president Lyndon B Johnson uttryckligen förbjöd vapenexport till den indonesiska armén medan massakern pågick. Andra menar att själva kuppförsöket i oktober 1965 var planerat och utfört av Suharto med stöd av USA för att ge en anledning till utrensningarna. På senare år offentliggjorda underrättelserapporter pekar på att CIA faktiskt direkt hjälpte den indonesiska armén genom att bidra med information och vapen.

### Mediabilden
New York Times beskrev händelserna som "en av världens mest barbariska masslakter i modern politisk historia". I stort sett väckte dock massakern föga uppmärksamhet i västerländska media. Den utspelades under det kalla kriget då media i väst hellre berättade om kommunisters grymhet än om mord på kommunister. Den amerikanska tidskriften Time kallade utrensningarna istället för "västvärldens bästa nyheter på år från Asien."

## Situationen efter Suhartos fall
Massakern har genom årtiondena tystats ned i Indonesien och nämns knappt i dagens skolböcker på grund av motstånd från religiösa grupper och militären. Under den långvariga diktaturen som efterföljde utrensningarna tilläts endast arméns historieskrivning och skildring av utrensningarna. 30 septemberrörelsen (förkortad G30S) kallades i statskontrollerad media och undervisningslitteratur för "G30S/PKI" eller "Gestapu" (anspelning på nazityska Gestapo) för att med åren befästa arméns syn på händelserna. Sedan Suhartos fall 1998 vågar allt fler tala öppet om sina upplevelser från utrensningarna men många indoneser ser fortfarande morden som rättfärdiga och nödvändiga för att undanröja ett reellt hot. Partibeteckningen "PKI" är ett skällsord som effektivt används för att misskreditera civilt och fackligt engagemang.
Efter demokratiseringen av landet inrättades en sannings- och försoningskommission på order av Abdurrahman Wahid, som valdes till Indonesiens president 1999, för att analysera massakern och samla in vittnesmål. Wahid var också ordförande i den muslimska organisationen Nahdlatul Ulama och bad om ursäkt för dess delaktighet i utrensningarna. Processen med att ställa folk inför rätta för inblandning i utrensningarna 1965-66 motarbetades dock på alla politiska nivåer och när Susilo Bambang Yudhoyono tillträdde som president 2004 avbröt han omedelbart all kommissionens verksamhet. Även krav på en särskild domstol för att ställa förövarna inför rätta har mött kraftigt motstånd från inflytelserika politiska aktörer. Utrensningarna beskrivs som en "patriotisk kampanj" som resulterade i färre än 80 000 döda och skolböcker som har innehållit andra perspektiv har bränts på order av Indonesiens nationella åklagare. Starkast motstånd mot en annan beskrivning av händelserna finns hos muslimska företrädare eftersom muslimska ungdomsgrupper uppviglades att delta i dödandet. Att så många som möjligt skulle få blod på händerna var en medveten strategi uppifrån som gör frågan extremt känslig än i dag. Den icke-statliga människorättskommissionen KontraS har tidigare dokumenterat massgravar på Java, men efter att en utgrävning attackerats har arbetet avbrutits. Att samla in uppgifter om mordplatser och offer är också svårt då många bybor som bevittnat dödandet inte längre lever eller vill lägga minnena bakom sig.

## Film
- Maj Wechselmann: Kvinnorna och generalerna, 2010
- Joshua Oppenheimer: The Act of Killing, 2012
- Joshua Oppenheimer: The Look of Silence, 2014